# Виборчий округ 188
Виборчий округ 188 — виборчий округ в Хмельницькій області. В сучасному вигляді був утворений 28 квітня 2012 постановою ЦВК №82 (до цього моменту існувала інша система виборчих округів). Окружна виборча комісія цього округу розташовується в Палаці творчості дітей та юнацтва за адресою м. Хмельницький, вул. Свободи, 2/1.
До складу округу входять частина міста Хмельницький (північний берег річки Південний Буг та дачні масиви Княжичі і Нива), а також Волочиський і Хмельницький райони. Виборчий округ 188 межує з округом 164 на заході, з округом 189 на півночі, з округом 191 на сході, з округом 192 на півдні, з округом 166 на південному заході та має всередині округ 187 у вигляді ексклаву. Виборчий округ №188 складається з виборчих дільниць під номерами 680105-680186, 681062-681138, 681427-681454, 681559, 681563 та 681565-681566.

## Народні депутати від округу
| Ім'я                    | Фото | Партія         | Скликання | Дата набуття повноважень | Дата припинення повноважень |
| ----------------------- | ---- | -------------- | --------- | ------------------------ | --------------------------- |
| Лабазюк Сергій Петрович |      | самовисуванець | 7-ме      | 12 грудня 2012           | 27 листопада 2014           |
| Лабазюк Сергій Петрович |      | самовисуванець | 8-ме      | 27 листопада 2014        | 29 серпня 2019              |
| Лабазюк Сергій Петрович |      | самовисуванець | 9-те      | 29 серпня 2019           |                             |

## Результати виборів

### Парламентські

#### 2019
Кандидати-мажоритарники:
- Лабазюк Сергій Петрович (самовисування)
- Бочкарьова Оксана Валеріївна (Слуга народу)
- Кокаревич Артур Андрісович (Голос)
- Наконечний Михайло Павлович (Батьківщина)
- Кліщ Віктор Васильович (самовисування)

#### 2014
Кандидати-мажоритарники:
- Лабазюк Сергій Петрович (самовисування)
- Коліщак Віктор Михайлович (Блок Петра Порошенка)
- Беспалов Дмитро Анатолійович (Народний фронт)
- Панчук Анатолій Анатолійович (самовисування)
- Воронецький Словян Ількович (Батьківщина)
- Дзісь Михайло Семенович (Радикальна партія)
- Міщук Алім Володимирович (самовисування)
- Коліщак Артем Анатолійович (самовисування)
- Туркот Микола Петрович (самовисування)
- Кисельов Андрій Сергійович (Опозиційний блок)
- Крутенчук Юрій Васильович (самовисування)
- Кушнір Іван Степанович (самовисування)
- Плюта Вадим Олександрович (самовисування)
- Луцюк Юрій Петрович (самовисування)
- Кукла Ганна Михайлівна (самовисування)
- Кондратьєв Сергій Миколайович (самовисування)
- Головко Леонід Лук'янович (самовисування)
- Гапонюк Василь Костянтинович (самовисування)

#### 2012
Кандидати-мажоритарники:
- Лабазюк Сергій Петрович (самовисування)
- Коліщак Віктор Михайлович (самовисування)
- Беспалов Дмитро Анатолійович (Батьківщина)
- Мовчан Віталій Андрійович (УДАР)
- Гуцул Іван Володимирович (самовисування)
- Плюта Вадим Олександрович (Партія регіонів)
- Туркот Микола Петрович (Комуністична партія України)
- Кліщ Віктор Васильович (самовисування)
- Кушнір Віктор Миколайович (самовисування)
- Теленько Богдан Петрович (самовисування)
- Божук Олександр Миколайович (самовисування)
- Шемчук Олександр Олександрович (Україна — Вперед!)
- Співачук Вадим Володимирович (самовисування)
- Мазуренко Андрій Вікторович (самовисування)
- Шевчук Анатолій Петрович (самовисування)
- Селіфонтьєв Сергій Іванович (Патріотична партія України)

## Явка
Явка виборців на окрузі: